# 羅賴諾城

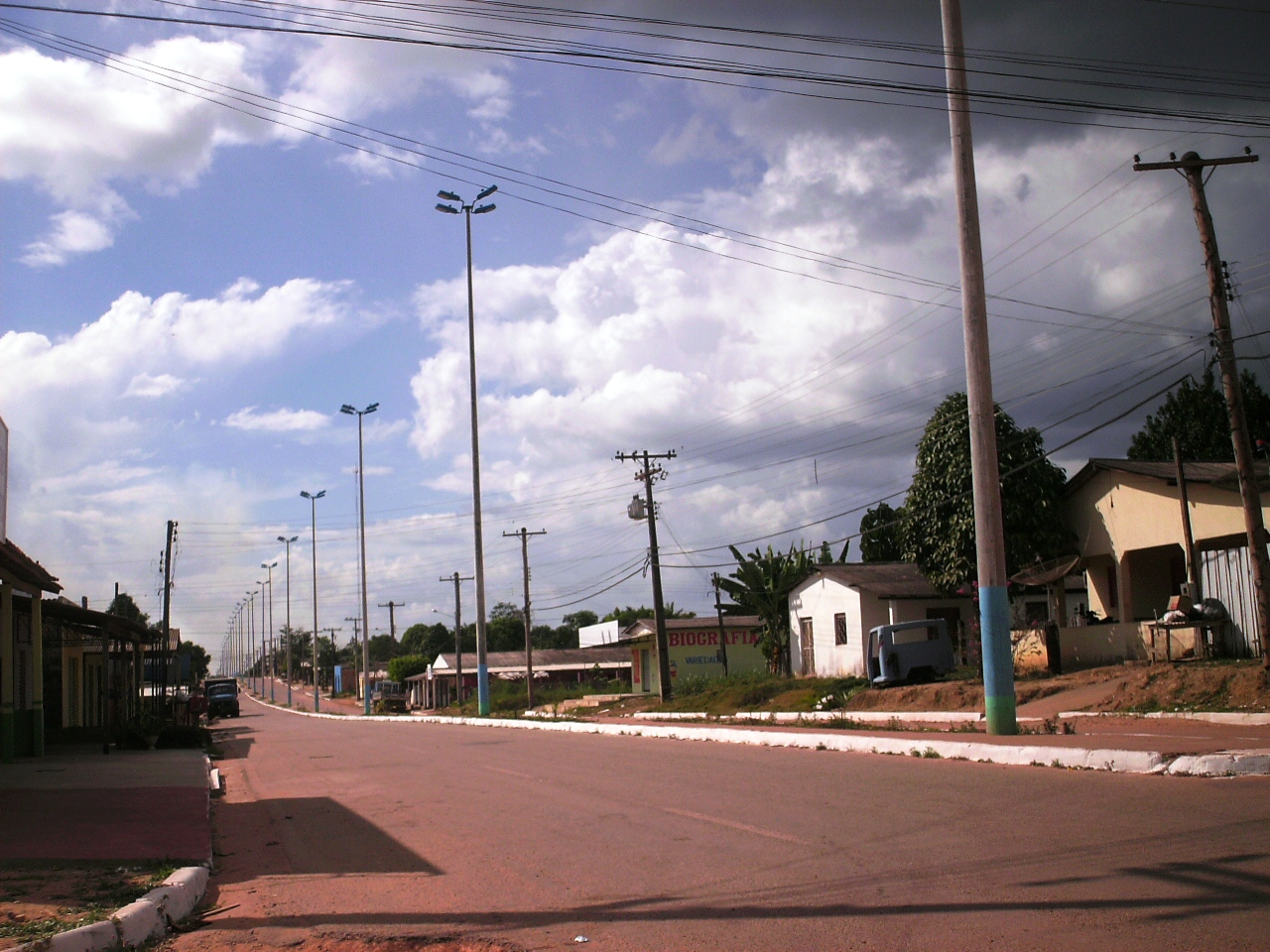
羅賴諾城

0°56′45″N 60°25′4″W / 0.94583°N 60.41778°W
羅賴諾城（葡萄牙語：Rorainópolis），是巴西的城鎮，位於該國北部，由羅賴馬州負責管轄，始建於1995年10月17日，面積33,594平方公里，海拔高度98米，2008年人口25,714，人口密度每平方公里0.77人。